# Alcohol Is Free
Alcohol Is Free – singel greckiego zespołu muzycznego Koza Mostra nagrany przy gościnnym udziale piosenkarza Agatonasa Jakowidisa, napisany przez Iliasa Kozasa (założyciela i wokalistę formacji) i Statisa Pachidisa oraz wydany na debiutanckiej płycie grupy zatytułowanej Keep Up The Rhythm z 2013 roku.
W 2013 roku utwór reprezentował Grecję podczas 58. Konkursu Piosenki Eurowizji dzięki wygraniu w lutym finału krajowych eliminacji Ellinikόs Telikόs 2013 po zdobyciu łącznie 36.72% głosów telewidzów. Singiel pokonał ostatecznie trzy inne propozycje finałowe.
16 maja utwór został wykonany przez reprezentantów w drugim półfinale konkursu i z drugiego miejsca awansował do finału, w którym zajął ostatecznie szóste miejsce ze 152 punktami na koncie, w tym m.in. maksymalnymi notami 12 punktów od Cypru i San Marino.

## Notowania na listach przebojów
| Kraj            | Lista (2013)         | Najwyższe miejsce |
| --------------- | -------------------- | ----------------- |
| Grecja          | Greece Digital Songs | 1                 |
| Wielka Brytania | Top 50 Indie Singles | 30                |
| Holandia        | Top 100 Singles      | 95                |